# Westdeutscher Künstlerbund
Der Westdeutsche Künstlerbund ist eine Vereinigung von Malern, Graphikern, Bildhauern, Fotografen und Medienkünstlern in Nordrhein-Westfalen. Die Geschäftsstelle befindet sich im Museum Bochum.

## Geschichte
Der Verein besteht seit 1946 als freie Vereinigung nordrhein-westfälischer Künstler und wurde in Hagen mit Sitz im Karl Ernst Osthaus-Museum gegründet, wo er auch bis 1993 seine Geschäftsstelle hatte. Seine Gründung vollzog sich im Zeichen des Wiederaufbaus nach Ende des Zweiten Weltkriegs, nach nationalsozialistischer Herrschaft, die die moderne bildende Kunst verfemt und Künstlervereinigungen aufgelöst hatte. Die konstituierende Versammlung fand im Karl-Ernst Osthaus-Museum in Hagen statt. Dessen damaliger Leiterin Herta Hesse sowie den Künstlern Wilhelm Wessel und Eberhard Viegener kamen eine entscheidende Rolle bei der Gründung des WKB zu.
In Hagen fanden die im Zweijahresrhythmus gezeigten Ausstellungen der Mitglieder und Gastkünstler statt. Aus diesen Ausstellungen heraus wurde der renommierte Karl Ernst Osthaus-Preis der Stadt Hagen verliehen. Ab 1991 zeigt der Westdeutsche Künstlerbund seine Hauptausstellungen alle zwei bis drei Jahre in verschiedenen Städten in Nordrhein-Westfalen. Daneben finden kleinere, spezifische Themenausstellungen statt. Seit 1996 befindet sich Sitz und Geschäftsstelle des Westdeutschen Künstlerbundes im Kunstmuseum Bochum.
Der Verein hat 220 Mitglieder, die einen direkten oder mittelbaren Bezug zu Nordrhein-Westfalen haben. Zu den Mitgliedern gehören derzeit die bildenden Künstler Jochem Ahmann, Hans Joachim Albrecht, Hanns Armborst, Claus van Bebber, Horst Becking, Matthias Beckmann, Annette Besgen, Hartmut Böhm, Victor Bonato, Monika Brandmeier, Utz Brocksieper, Bernd Damke, Hans-Georg Dornhege, Jörg Eberhard, Hermann EsRichter, Ulla Grigat, Angelika Janz, Tina Juretzek, Danuta Karsten, Thomas Klegin, Leo van der Kleij, Fritz Klingbeil, Klaus Küster, Ulrich Langenbach, Horst Linn, Renate Löbbecke, Roswitha Lüder, Hermann Josef Mispelbaum, Norbert Müller-Everling, Ursula Neugebauer, Ekkehard Neumann, Werner Nöfer, Edith Oellers, Willy Otremba, Jürgen Paas, Christoph Platz, Rona Rangsch, Silke Rehberg, Werner Reuber, Matthias Schamp, Nora Schattauer, Dirk Schlichting, HD Schrader, Johannes Schreiter, Peter Schwickerath, Bernhard Sprute, Susanne Stähli, Norbert Thomas, Sabine Tschierschky, Timm Ulrichs, Elly Valk-Verheyen, Voré, Thomas Wrede, Achim Zeman, Günther Zins.
Im aktuellen Vorstand arbeiten Christoph Platz (1. Vorsitzender), Debora Ando (1. Beisitzerin), Heiner Geisbe (2. Beisitzer),  im erweiterten Vorstand Jochem Ahmann, Jackie Bamfaste, Thomas Klegin, Mira Schumann und Yoana Tuzharova. (Stand: Mai 2024)